# Betoging

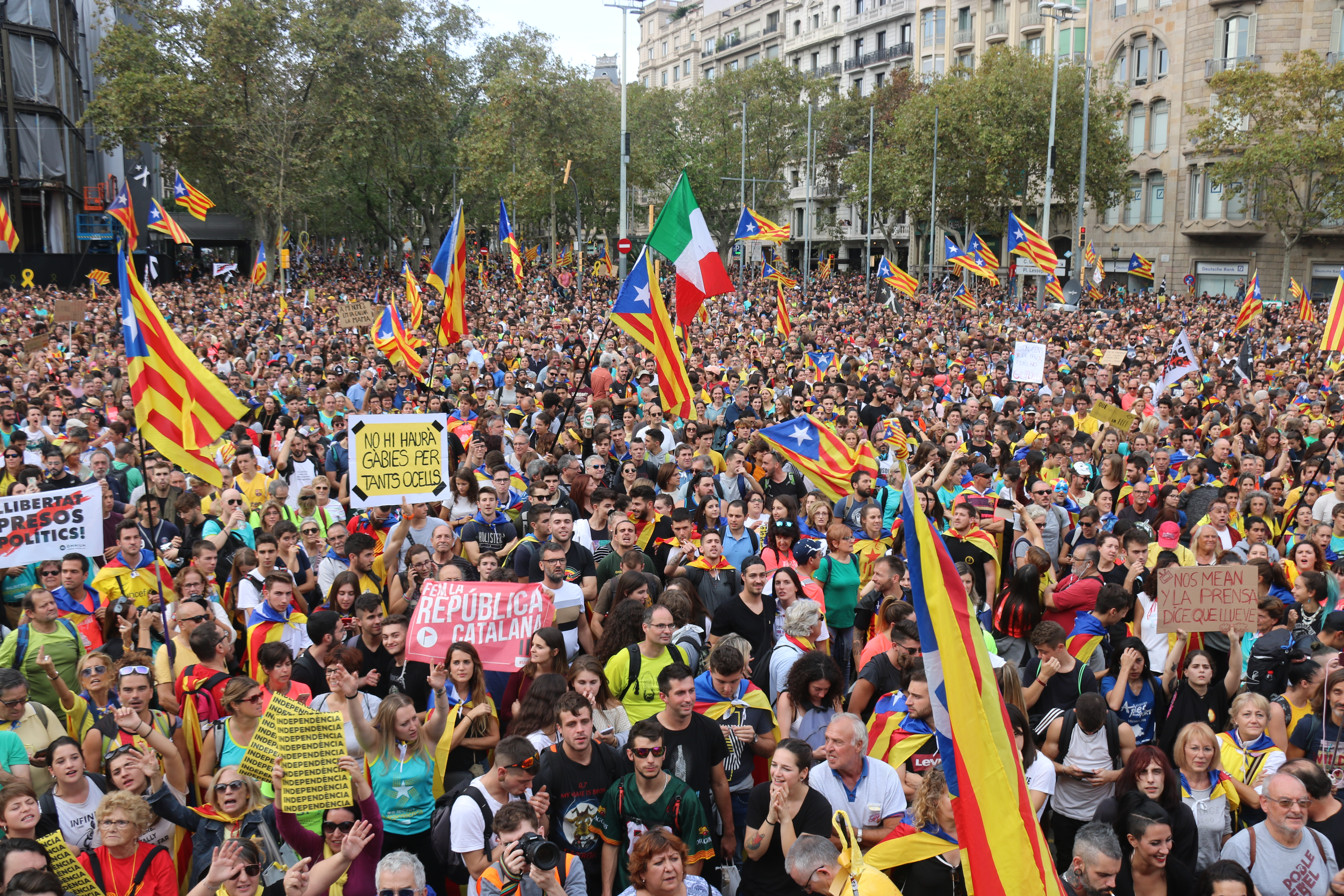
Een betoging in Barcelona, 2019

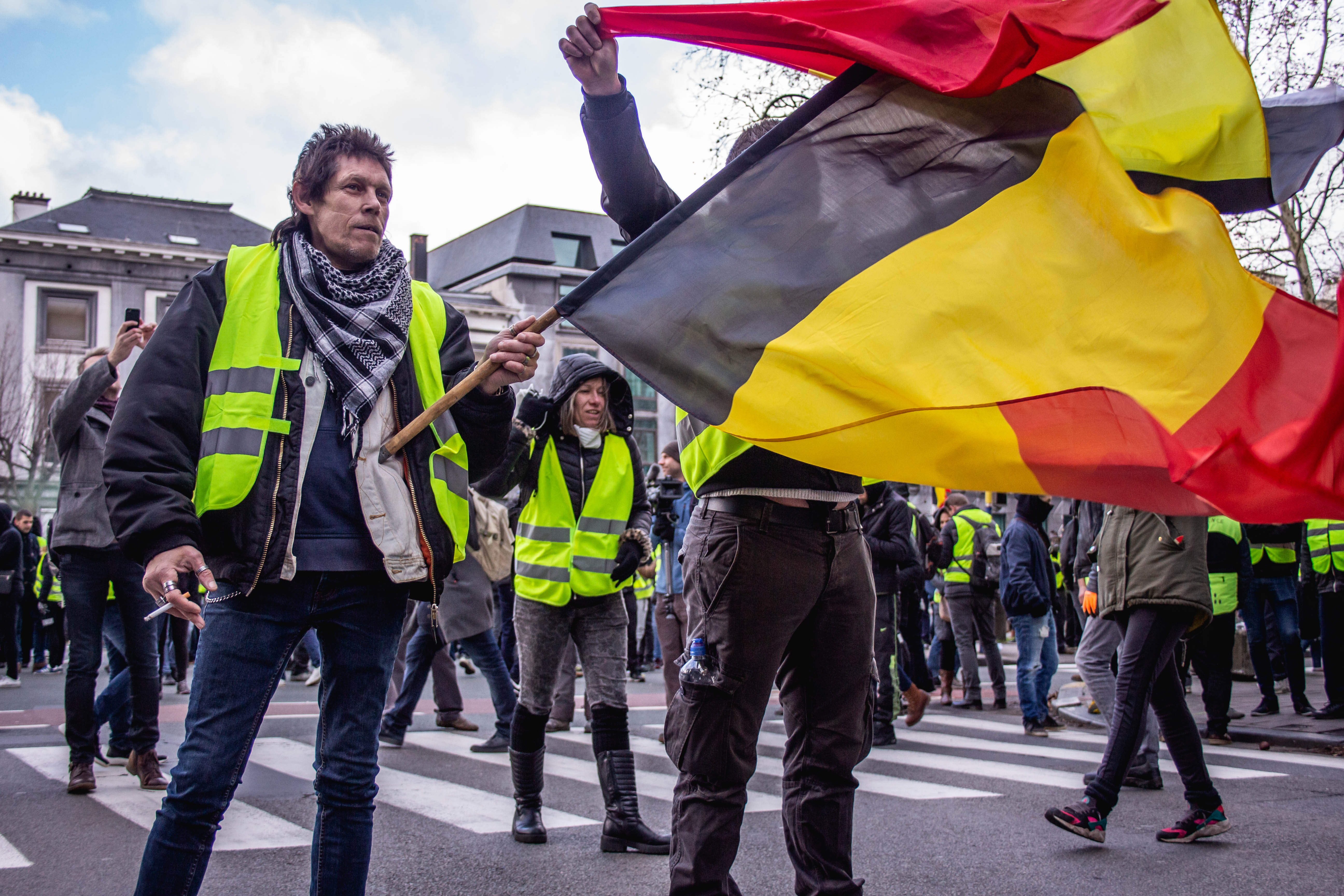
Betoging van gele hesjes in Brussel, 2018

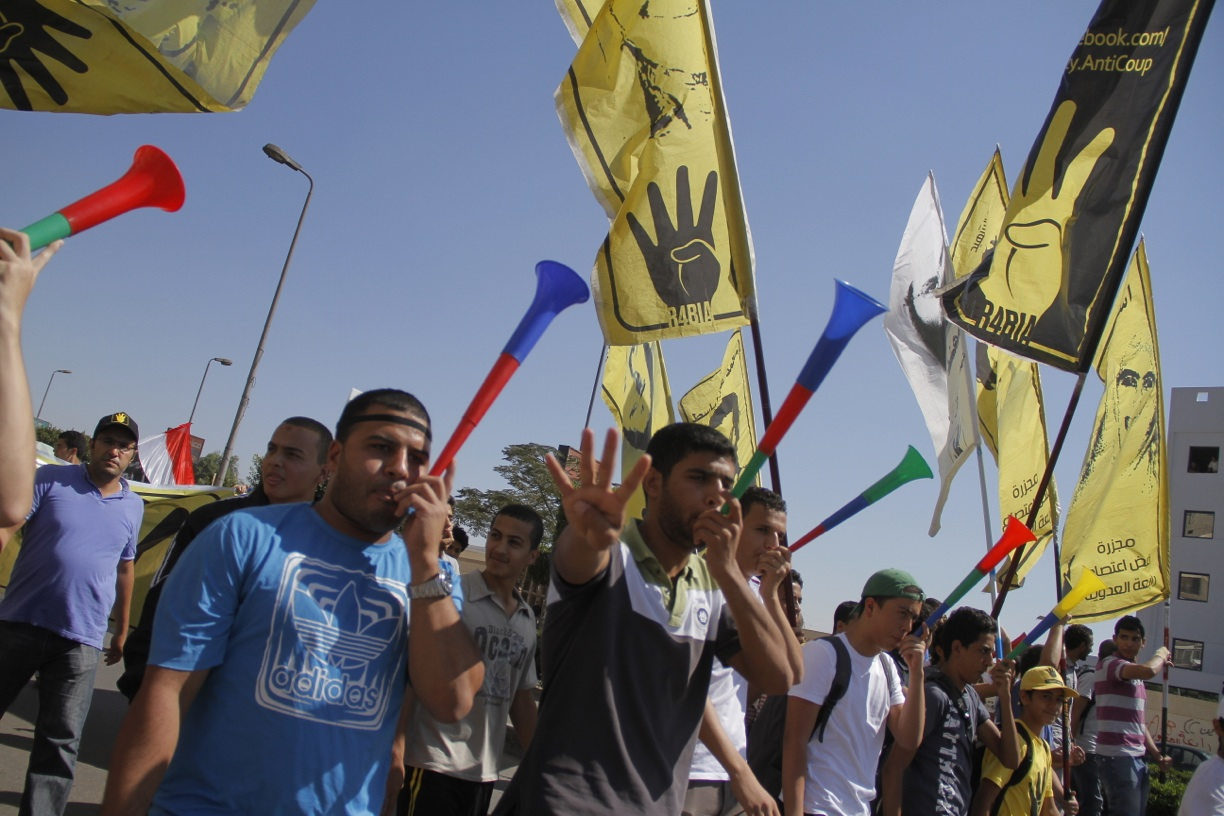
Betoging in Cairo tijdens de Arabische Lente, 2013

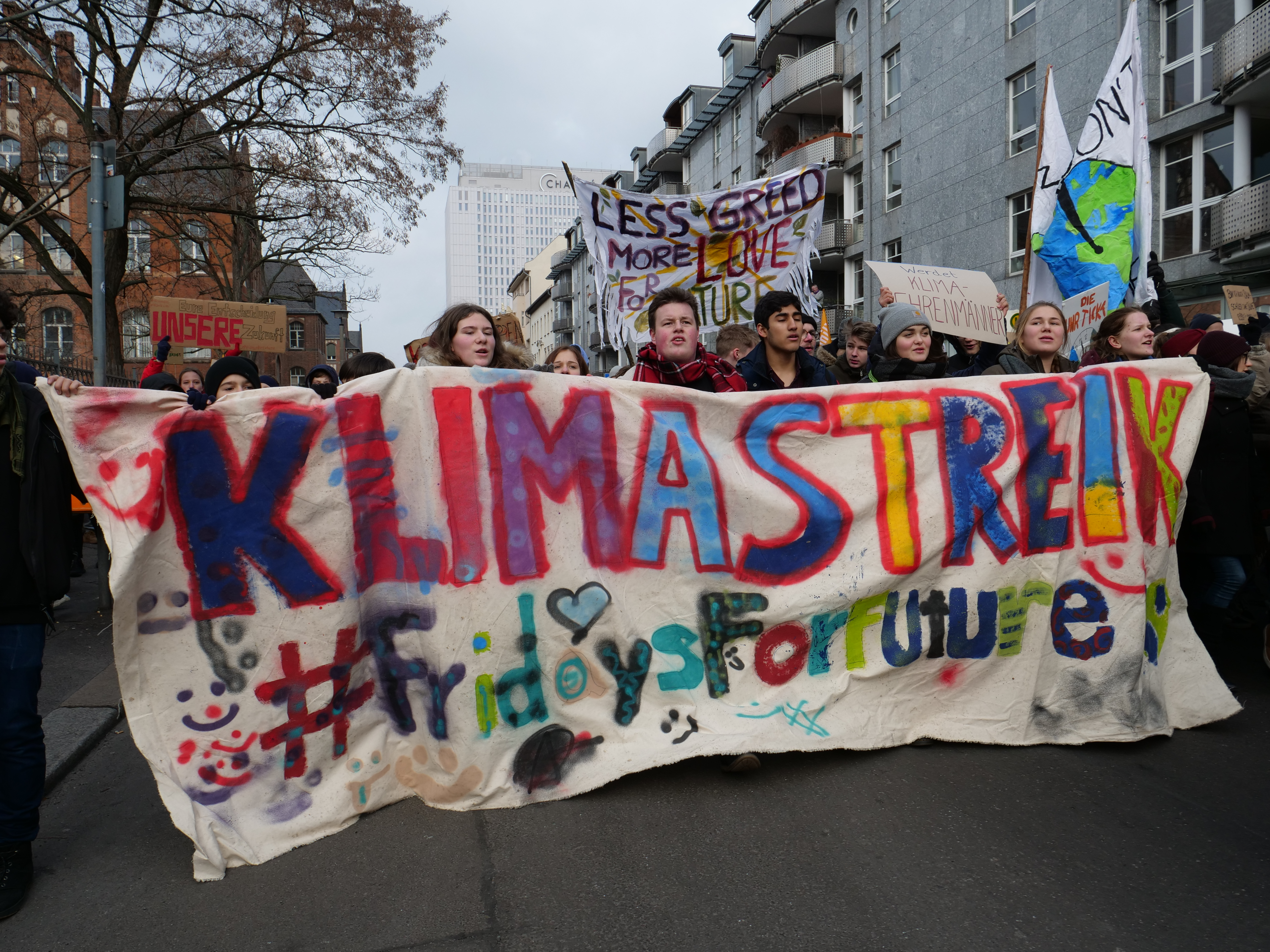
Scholierenprotesten voor het klimaat in Berlijn, 2019

Een betoging, manifestatie of demonstratie is een openbare samenkomst voor of tegen een bepaalde zaak. Betogingen zijn een politiek actiemiddel. Ze vormen een alternatief voor bestuurlijke en democratische processen.

## Recht op manifestatie
Het recht op manifestatie is in diverse landen een democratisch recht. Veel manifestanten zien het ook als een democratische plicht, een middel om bestuurders, volksvertegenwoordigers en machthebbers erop te wijzen dat ze iets verkeerd doen of iets ten onrechte nalaten. 
Niet-democratische landen verbieden manifestaties in het geheel en treden hard op met ordehandhaving.

## Typen manifestaties
Een manifestatie is vaak een vorm van protest. Voorafgaand of tijdens zo'n bijeenkomst zijn er vaak sprekers. Er worden vaak spandoeken en tekstborden met leuzen meegedragen, en leuzen geschreeuwd of (protest)liederen gezongen. Ook vinden er soms vlagverbrandingen plaats.
Voorbeelden van verschillende manifestaties zijn:
- Sit-ins, blokkades en bezettingen: Hierbij blokkeert men een belangrijk punt, zoals een doorgang, een verkeersweg, of een gebouw. Soms wordt geprotesteerd tegen een sloop door zichzelf aan de sloopmachines of het te slopen object vast te binden of te ketenen.
- Naaktacties: Zoals Peta, FEMEN en World Naked Bike Ride.
- Stakingen: Veel stakingen gaan gepaard met manifestaties en blokkades door de stakers.
- Massabijeenkomsten: Wanneer er zeer veel mensen met een bepaald doel bijeenkomen om te protesteren is dit op zich al een duidelijk signaal.
- Rellen, wanneer er sprake is van een grootschalige verstoring van de openbare orde.
- Ludieke acties, betogingen over een ernstige zaak maar op een speelse manier uitgevoerd.
- Lawaaidemonstraties, waarbij de openbare orde wordt verstoord door zoveel mogelijk lawaai te maken.

## Effect
Gedurende het grootste deel van de 20e eeuw kwamen massaprotesten steeds vaker voor en hadden ze ook steeds meer kans van slagen. Volgens onderzoek hadden begin jaren 2000 twee op de drie protestbewegingen die systemische veranderingen eisten, uiteindelijk succes. Achteraf gezien was dat een hoogtepunt: tegen het einde van de jaren 2010 was het succespercentage van protesten gehalveerd tot één op drie, hoewel ze steeds vaker voorkwamen. En in de jaren 2020-2022 is het percentage alweer gehalveerd, tot één op zes. De oorzaken zijn niet geheel duidelijk, maar onderzoekers verwijzen in de eerste plaats naar de toenemende polarisatie wereldwijd, in combinatie met inkomensongelijkheid, nationalistische stromingen, gefragmenteerde nieuwsmedia en andere krachten die de verdeeldheid rond sociale en politieke thema’s verdiepen.

## Politiek

### Politieke risico’s
Betogingen zijn in zekere zin een 'risicovol' actiemiddel, omdat men zeker moet zijn dat men een significante opkomst kan mobiliseren.

### Inperking van het betogingsrecht
Amnesty International legde in een rapport van 2024 een patroon bloot van inperking van het betogingsrecht in 21 Europese landen waaronder België en Nederland: repressieve wetten, het gebruik van onnodig of buitensporig geweld, willekeurige arrestaties, vervolgingen, ongerechtvaardigde of discriminerende beperkingen en boetes, in combinatie met het gebruik van indringende bewakingstechnologie.
In België vreesde de coalitie ‘Recht op protest’, bestaande uit de Liga voor Mensenrechten, Amnesty International Vlaanderen, Greenpeace en de vakbonden ABVV, ACV en ACLVB dat het nieuwe Strafwetboek (meer bepaald  artikel 547) ernstige risico's met zich meebrengt voor het recht op protest en de vrijheid van meningsuiting: burgerlijke ongehoorzaamheid en oproepen daartoe zouden al te makkelijk strafrechtelijk vervolgd kunnen worden. Na een protestacties tegen de stemming in het parlement in februari 2024 stapte het advocatenkantoor Progress Lawyers namens de coalitie naar het Grondwettelijk Hof om artikel 547 in  nietig te laten verklaren.

## België
Hieronder volgt een overzicht van de grootste betogingen in België, met minstens 50.000 deelnemers. De betoging tegen de sluiting van de autofabriek Renault Vilvoorde in 1997 is de enige uit deze lijst die niet in Brussel plaatsvond, maar in Tubeke.
Betogen is verboden in de zogenaamde neutrale zone, die het Brusselse Warandepark en omliggende straten omvat. Ze is ingesteld in 1892 en werd in 1920 doorbroken door veteranen van de Eerste Wereldoorlog. Ook in Namen en Eupen zijn neutrale zones afgebakend. De Raad van State betwijfelde in 2018 of een dergelijk algemeen verbod in overeenstemming is met de vrijheid van meningsuiting zoals gewaarborgd door het Europees Verdrag voor de Rechten van de Mens, met name wat betreft individuele of kleine manifestaties.
| Datum             | Plaats  | Doel                                                                                               | Organisatie | Opkomst            |
| ----------------- | ------- | -------------------------------------------------------------------------------------------------- | --- | ------------------ |
| 23 oktober 1983   | Brussel | Vredesoptocht, tegen atoomwapens                                                                   | Vlaams Aktiekomitee tegen Atoomwapens, Overlegcentrum voor de Vrede en Coordination Nationale d'Action pour la Paix et la Démocratie | 400.000            |
| 20 oktober 1996   | Brussel | Witte Mars, voor een beter werkend gerecht (na de Zaak-Dutroux)                                    | | 300.000            |
| 31 mei 1986       | Brussel | Tegen besparingsplannen van de Regering-Martens VI                                                 | Algemeen Belgisch Vakverbond | 250.000            |
| 25 oktober 1981   | Brussel | Vredesoptocht, tegen atoomwapens                                                                   | Vlaams Aktiekomitee tegen Atoomwapens, Overlegcentrum voor de Vrede en Coordination Nationale d'Action pour la Paix et la Démocratie | 200.000            |
| 17 maart 1985     | Brussel | Vredesoptocht, tegen atoomwapens                                                                   | Vlaams Aktiekomitee tegen Atoomwapens, Overlegcentrum voor de Vrede en Coordination Nationale d'Action pour la Paix et la Démocratie | 150.000            |
| 6 november 2014   | Brussel | Tegen de Regering-Bourgeois en Regering-Michel I                                                   | Algemeen Belgisch Vakverbond, Algemeen Christelijk Vakverbond en Algemene Centrale der Liberale Vakbonden                            | 120.000            |
| 15 juni 2025      | Brussel | Tegen de oorlog in Gaza                                                                            | 11.11.11 | 110.000            |
| 23 maart 1971     | Brussel | Tegen landbouwplan van de Europese Economische Gemeenschap                                         | Boeren | 100.000            |
| 25 oktober 1987   | Brussel | "Feest van de overwinning", tegen atoomwapens                                                      | Vlaams Aktiekomitee tegen Atoomwapens, Overlegcentrum voor de Vrede en Coordination Nationale d'Action pour la Paix et la Démocratie | 100.000            |
| 22 maart 1992     | Brussel | Voor verdraagzaamheid                                                                              | | 100.000            |
| 24 oktober 1992   | Brussel | Antiracismebetoging                                                                                | Hand in Hand | 100.000            |
| 13 december 2001  | Brussel | Voor een sterk en sociaal Europa                                                                   | Vakbonden en NGO's | 100.000            |
| 15 februari 2003  | Brussel | Vredesdemonstratie, tegen de Irakoorlog                                                            | | 100.000            |
| 29 september 2010 | Brussel | Tegen de besparingen van de Europese Unie                                                          | Europese vakbonden | 100.000            |
| 13 februari 2025  | Brussel | Tegen Regering-De Wever                                                                            | Algemeen Belgisch Vakverbond, Algemeen Christelijk Vakverbond en Algemene Centrale der Liberale Vakbonden                            | 100.000            |
| 28 oktober 2005   | Brussel | Algemene staking met betoging tegen het generatiepact                                              | Algemeen Belgisch Vakverbond, Algemeen Christelijk Vakverbond en Algemene Centrale der Liberale Vakbonden                            | 80.000             |
| 11 mei 2025       | Brussel | Voor de erkenning van Palestina                                                                    | | 80.000             |
| 2 februari 1997   | Tubeke  | Tegen sluiting Renault Vilvoorde                                                                   | | 70.000             |
| 27 januari 2019   | Brussel | Klimaatmars                                                                                        | Rise for Climate | 70.000             |
| 2 december 2018   | Brussel | Klimaatmars                                                                                        | Climate Express, Klimaatcoalitie en BOS+                                                                                             | 65.000             |
| 22 oktober 1961   | Brussel | Mars op Brussel, tegen taalwetgeving en taalgrens                                                  | Vlaams Aktiekomitee voor Brussel en Taalgrens                                                                                        | 63.400             |
| 15 maart 2003     | Brussel | Tegen de Irakoorlog                                                                                | Vakbonden en vredesbeweging | 60.000             |
| 21 maart 2003     | Brussel | Voor een sociaal en democratisch Europa                                                            | Vakbonden, vredesbeweging en studentenbewegingen                                                                                     | 60.000             |
| 9 december 1979   | Brussel | Internationale betoging tegen raketten                                                             | Vredesorganisaties uit België, Nederland en West-Duitsland                                                                           | 50.000             |
| 10 oktober 2021   | Brussel | Klimaatmars                                                                                        | Youth for Climate en Klimaatcoalitie                                                                                                 | 50.000             |
| 23 januari 2022   | Brussel | Tegen de coronamaatregelen                                                                         | | 50.000             |
| 26 januari 2025   | Brussel | Een symbolische rode lijn trekken tegen het Israëlische geweld in Gaza en op het Palestijnse volk. | Koepel van de Internationale Solidariteit 11.11.11                                                                                   | 75.000 tot 100.000 |

## Nederland

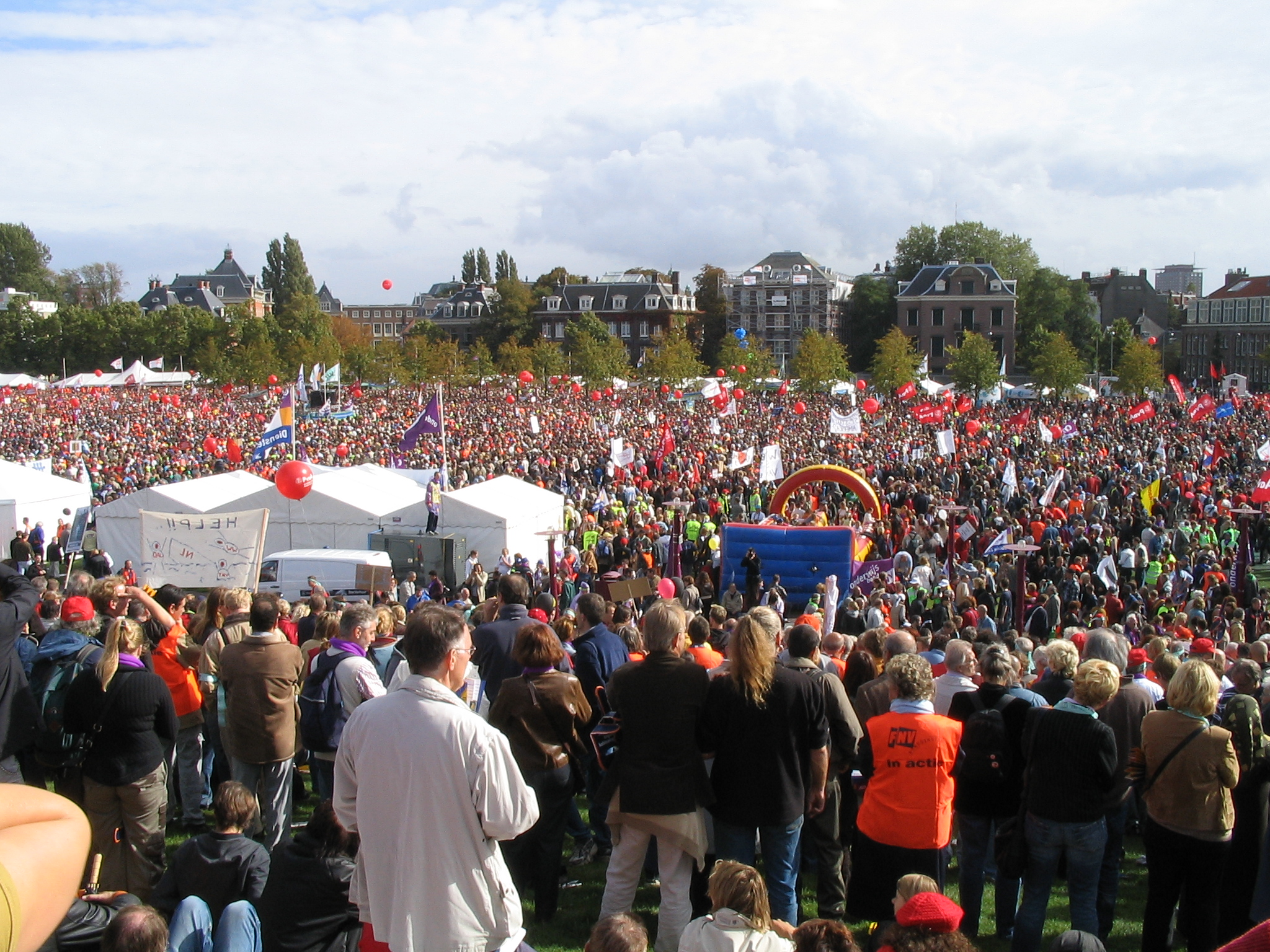
Betoging op het Museumplein in Amsterdam, 2 oktober 2004

De grootste betogingen ooit in Nederland waren:
- 23 september 1923, Amsterdam, IJsclubterrein, tegen de Vlootwet en de bezuinigingen van het Kabinet-Ruijs de Beerenbrouck II, georganiseerd door de SDAP en het NVV, 70.000 deelnemers. Vooraf waren er 1 miljoen handtekeningen opgehaald.
- 21 november 1981, Amsterdam, Museumplein, Antikernwapendemonstratie tegen de plaatsing van nieuwe kernwapens in Europa (NAVO-dubbelbesluit). Ruim 400.000 betogers liepen een tocht door het centrum van Amsterdam. De betoging was georganiseerd door het Interkerkelijk Vredesberaad.
- 29 oktober 1983, Den Haag, Malieveld, Antikernwapendemonstratie tegen de plaatsing van nieuwe kernwapens, 550.000 betogers, georganiseerd door het Komitee Kruisraketten Nee.
- 2 oktober 2004, Amsterdam, Museumplein. Tegen het kabinetsbeleid van Balkenende 2. Georganiseerd door de vakbonden en Keer het Tij. Er kwamen meer dan 200.000 betogers (ruim 300.000 volgens de gemeente Amsterdam).
- 18 mei 2025, Den Haag, Malieveld, Rode Lijn demonstratie tegen het kabinetsbeleid van kabinet-Schoof ten opzichte van Israëls 'oorlogsmisdaden in Gaza die leiden tot etnische zuivering en genocide'[10]. Volgens de organisatie kwamen er meer dan 100.000 demonstranten[11].

Hieronder een overzicht van grote betogingen van de 21e eeuw in Nederland.
| Datum                  | Plaats                                                                                          | Doel | Organisatie | Opkomst |
| ---------------------- | ----------------------------------------------------------------------------------------------- | --- | --- | --- |
| 15 februari 2003       | Amsterdam                                                                                       | Protest tegen de aanstaande oorlog in Irak | | 80.000 |
| 22 maart 2003          | Amsterdam                                                                                       | Protest tegen de aanstaande oorlog in Irak | | 20.000 volgens ANP, 100.000 volgens de organisatie                                                                               |
| 20 september 2003      | Amsterdam                                                                                       | Protest tegen het regeringsbeleid van Balkenende 2                                                                                            | Keer het Tij | 25.000 |
| 20 maart 2004          | Amsterdam                                                                                       | Tegen de bezetting van Irak | | 1000–2.000 |
| 26 maart 2004          | Den Haag                                                                                        | Studentenprotest tegen de nieuwe ontwikkelingen in het hoger onderwijs                                                                        | LSVb | |
| 10 april 2004          | Amsterdam                                                                                       | Voor een generaal pardon voor 26.000 uitgeprocedeerde vluchtelingen. Tegen het uitzettingsbeleid van minister Verdonk                         | Keer het Tij | 10.000–15.000 |
| 20 september 2004      | Rotterdam                                                                                       | Tegen het kabinetsbeleid van Balkenende 2 | vakbonden | 30.000 volgens politie 60.000 volgens organisatie                                                                                |
| 2 oktober 2004         | Amsterdam                                                                                       | Tegen het kabinetsbeleid van Balkenende 2 | vakbonden en Keer het Tij | meer dan 200.000 volgens organisatie ruim 300.000 volgens Gemeente A'dam veel minder volgens De Telegraaf                        |
| 30 november 2007       | Amsterdam                                                                                       | Tegen de 1040-urennorm van OCW | LAKS | Schattingen lopen uiteen van 15.000 tot 24.000                                                                                   |
| 7 februari 2019        | Den Haag                                                                                        | Scholierenmars door "klimaatspijbelaars" voor een ambitieus klimaatbeleid                                                                     | Youth for Climate NL | 15.000 |
| 10 maart 2019          | Amsterdam                                                                                       | Klimaatmars voor een ambitieus en eerlijk klimaatbeleid.                                                                                      | Milieudefensie, Greenpeace Nederland, Oxfam Novib, FNV vakbond, De goede zaak en Woonbond                                                           | 40.000 |
| 15 maart 2019          | Den Haag                                                                                        | De stakers eisten vier miljard euro voor een hoger salaris en om de werkdruk in het onderwijs te verlichten.                                  | AOb, FNV Onderwijs en Onderzoek | Tussen de 35.000 en 40.000 demonstranten                                                                                         |
| 27 september 2019      | Den Haag                                                                                        | Klimaatstaking voor een eerlijk en ambitieus klimaatbeleid.                                                                                   | Fridays for Future Nederland, Earth Strike Nederland, Teachers for Climate NL, Fossielvrij NL en Code Rood                                          | 35.000 |
| 1 oktober 2019         | Den Haag                                                                                        | Boerenprotest tegen overheidsbeleid en voor meer waardering.                                                                                  | Agractie, Farmers Defence Force. | Volgens de organisatie waren er 21.000 demonstranten met 2450 trekkers in Den Haag die de stad hebben bereikt middels snelwegen. |
| 16 oktober 2019        | De Bilt, Den Haag                                                                               | Boerenprotest tegen overheidsbeleid omtrent stikstof (meetmethodes RIVM en inkrimping van de veestapel)                                       | Farmers Defence Force | 20.000 tot 25.000 mensen en 10.000 trekkers die via snelwegen naar actielocaties zijn gekomen.                                   |
| 30 oktober 2019        | Den Haag                                                                                        | Protest door bouw, transport, binnenvaart en hoveniers tegen het stikstofbeleid van en de PFAS norm opgelegd door de overheid.                | Grond in Verzet | Duizenden mensen en vele voertuigen gerelateerd aan de sector als vrachtwagens, dumpers, kranen, shovels, trekkers en auto's     |
| 17 en 18 december 2019 | Verspreid over Nederland: Binnenhof in Den Haag, snelwegen, knooppunten, Mediapark en bedrijven | Boerenprotest | Geen organisatie | Duizenden boeren en sympathisanten uit Nederland gesteund door Duitse en Belgische boeren met trekkers en andere voertuigen      |
| 19 februari 2020       | Den Haag                                                                                        | Boerenprotest | Farmers defense force | Duizenden boeren en sympathisanten uit Nederland gesteund door Duitse boeren met trekkers en andere voertuigen                   |
| 5 september 2021       | Amsterdam                                                                                       | Protestmars tegen het coronabeleid van de overheid                                                                                            | Hart voor vrijheid en 67 andere aangesloten organisaties                                                                                            | 20.000 |
| 30 december 2021       | Verspreid over 125 gemeenten in Nederland                                                       | Kappersprotest voor compensatie en heropening                                                                                                 | Ik kan niet meer - Ondernemen Groep | Ruim 200 kapsalons die in 125 gemeenten bij de burgemeester formeel zijn aangemeld                                               |
| 12 november 2023       | Amsterdam                                                                                       | Mars voor Klimaat en Rechtvaardigheid | Milieudefensie, Greenpeace, Extinction Rebellion, De Goede Zaak, TNI, FNV, Fridays for Future, Oxfam Novib, Fossielvrij NL en honderden bondgenoten | 85.000. Daarmee was het grootste klimaatprotest ooit in Nederland.                                                               |
| 22 maart 2025          | Amsterdam                                                                                       | Demonstratie tegen racisme en discriminatie                                                                                                   | 21-maart comité | 10.000 |
| 18 mei 2025            | Den Haag                                                                                        | De Rode Lijn: actie tegen de opstelling van het kabinet Schoof ten opzichte van Israël's 'oorlogsmisdaden ... etnische zuivering en genocide' | Diverse organisaties, waaronder Amnesty International, Artsen Zonder Grenzen, Oxfam Novib en War Child.                                             | Volgens de organisatie meer dan 100.000 deelnemers, de organisatie spreekt van grootste demonstratie in 20 jaar.                 |

## Verenigde Staten

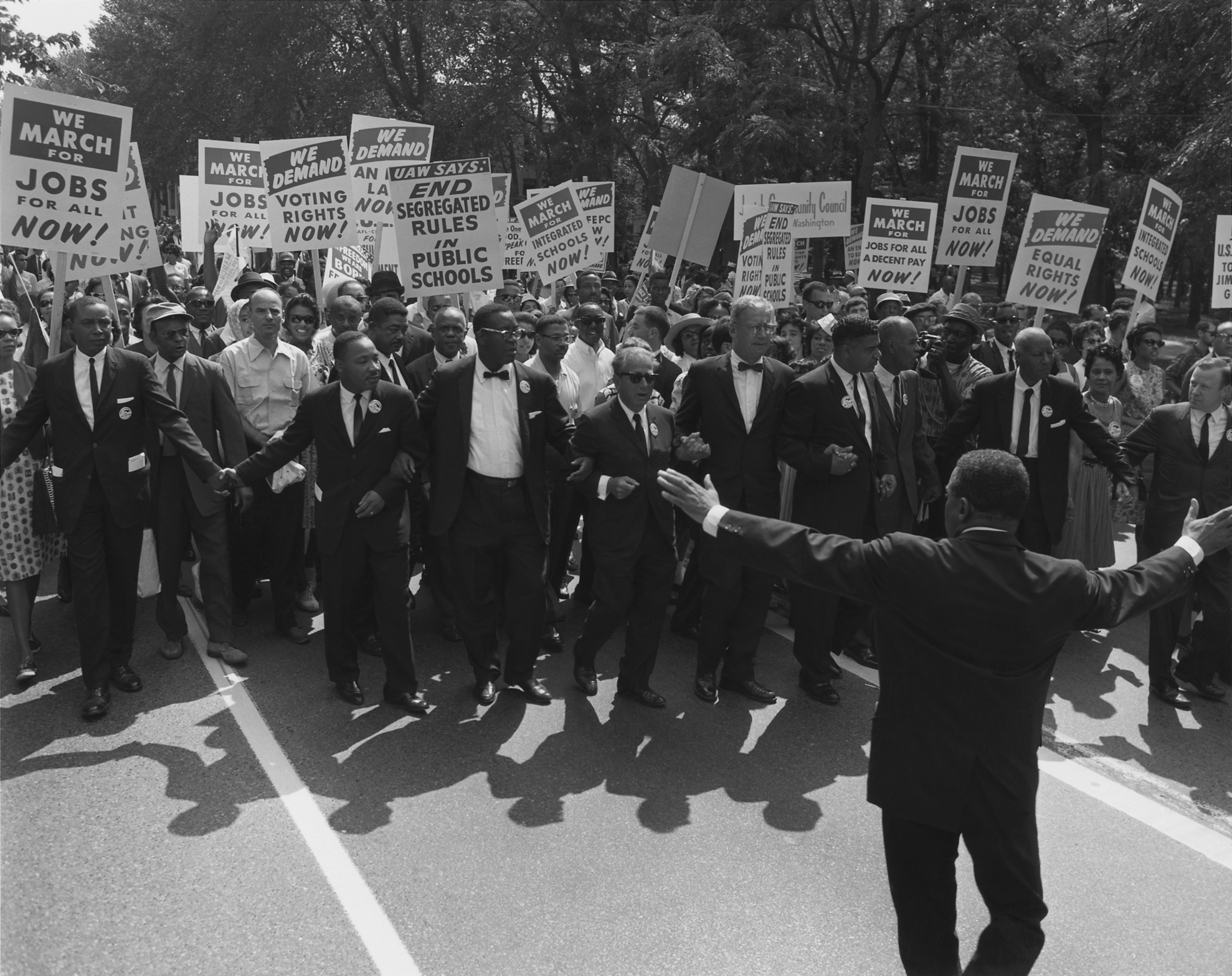
De mars naar Washington in augustus 1963 met Martin Luther King

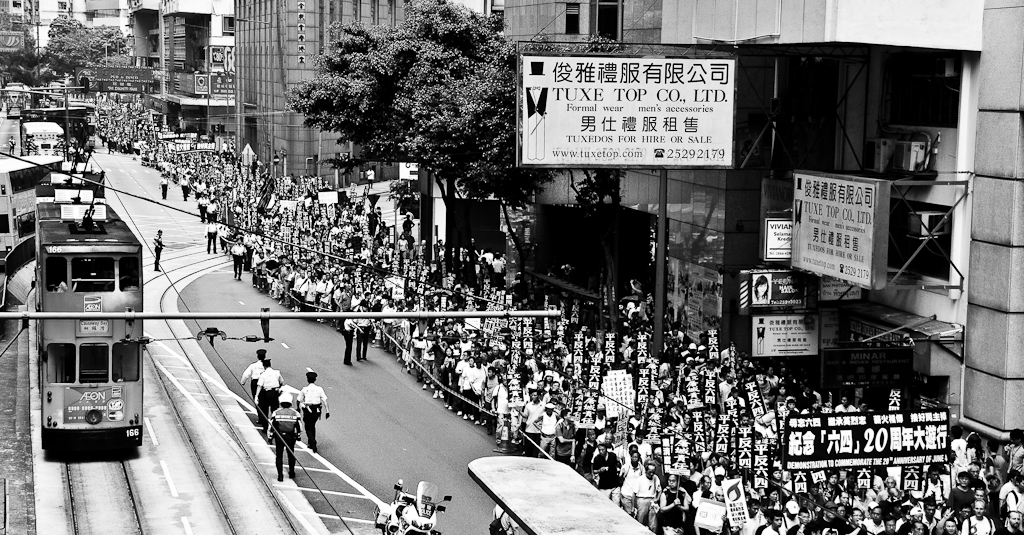
Herdenkingsbetoging 2009 van de studentenmanifestatie in China, juni 1989

Een van de bekendste massamanifestaties is die van 28 augustus 1963, waarbij meer dan 250.000 van allerlei rassen bijeen kwamen om te manifesteren vóór rassengelijkheid. Tot dan toe gold een strikte rassenscheiding in zuidelijke deelstaten, de zogenaamde Jim Crow-wetgeving. Zo mochten zwarte mensen bijvoorbeeld niet in de bus van de blanken en mochten zwarte kinderen niet de scholen van blanke kinderen bezoeken. Dit systeem deed sterk aan de apartheid in Zuid-Afrika denken. Op die bijeenkomst sprak dominee Martin Luther King zijn beroemde rede I Have a Dream uit.

## China
Hoewel de democratische rechten in China beperkt zijn, komen straatmanifestaties op grote schaal voor. Verspreid over heel China schat men dat op een aantal van 1000 per jaar. Het betreft evenwel bijna altijd kleine manifestaties tegen een bepaalde werkgever in verband met de slechte werkomstandigheden. Meestal gaat het niet om grote maatschappelijke manifestaties.
Een uitzondering was de grote studentenmanifestatie van juni 1989 op het Plein van de Hemelse Vrede in Peking, die bloedig werd neergeslagen door het leger: honderden lieten het leven, vele omstanders raakten gewond. Vele studenten zijn vervolgens spoorloos verdwenen. Voor hun leven wordt gevreesd.

## Duitsland
De Maandagmanifestaties in 1989 en 1990 waren wekelijkse manifestaties, die aanvankelijk in de Nikolaikirche te Leipzig begonnen maar al snel, geholpen door de West-Duitse televisie, ook in andere Oost-Duitse steden plaatsvonden. De manifestaties werden zo massaal (betogingen van 500,000 personen in Leipzig) dat de regering er geen harde maatregelen tegen durfde te ondernemen, temeer in het besef dat de Sovjet-Unie hen niet meer zou steunen. Uiteindelijk leidde dit tot de val van de Muur, vrije verkiezingen in de DDR, en ten slotte de Duitse hereniging in 1990.

## Libië
Toen begin 2011, na de val van de regeringen in de buurlanden, ook in Libië manifestaties uitbraken, werden deze met harde hand door het regime neergeslagen. Dit deed uiteindelijk de situatie escaleren, tot een groot aantal steden in opstand kwam en een deel van de politie, het leger en veel publieke functionarissen overliepen. Kadaffi verspeelde hiermee bovendien het krediet dat hij in het buitenland had, waarop de opstandelingen buitenlandse steun kregen en hierdoor in oktober 2011 het hele land konden veroveren en Kadaffi ten val brengen.

## India
Na een aantal schrijnende verkrachtingszaken waarbij kleine kinderen het slachtoffer waren en/of het slachtoffer het niet overleefde, vonden begin 2013 manifestaties in India plaats waarbij werd gepleit voor een hardere en effectievere aanpak van zedenmisdrijven door politie en justitie.

## Onderzoek
Onderzoek naar betogingen en protesten gebeurt onder meer met de Global Protest Tracker van het Carnegie Endowment for International Peace, waarmee sedert 2016 protestbewegingen wereldwijd in kaart worden gebracht.

## Betoging als bedrijfsmodel
In sommige landen, met name de VS, bestaan firma’s die tegen betaling campagnes of demonstraties opzetten, PR-stunts organiseren, groepen “betogers” inhuren en bedrijfsevenementen met “publiek” opluisteren.